# Теорія одноразової соми
Теорія одноразової соми (англ. Disposable soma theory) — еволюційно-фізіологічна модель, що намагається пояснити еволюційне походження процесу старіння. Теорія була запропонована в 1977 році Томасом Кірквудом, на той час співробітником Британського Національного інституту біологічних стандартів та контролю, у його оглядовій статті. Ця теорія задається питанням, як організм має розпорядитися своїми ресурсами (у першому варіанті теорії мова йшла тільки про енергію) між підтримкою та ремонтом соми та іншими функціями, необхідними для виживання. Необхідність компромісу у використанні цих ресурсів виникає через обмеженість ресурсів та необхідність вибору найкращого шляху їх використання.
Ця теорія була запропонована в спробі створити еволюційну структуру для зрозуміння існування і варіацій в універсальному для всіх живих організмів процесі старіння. Вона пропонує, що індивідууми повинні інвестувати в підтримку і ремонт своєї соми (периферійних частин тіла) відповідно до своїх очікувань щодо майбутньої тривалості життя та можливостей для розмноження. Проте, очікування індивідуума майбутніх перспектив життєзабезпечення та імовірності розмноження не постійні. Для різних видів, а іноді навіть для різних індивідуумів в межах виду, таким чином, потрібно підтримувати свою сому протягом різних проміжків часу. Теорія одноразової соми передбачає, що види і популяції, що в середньому мають невелику кількість зовнішніх загроз та низьку швидкість розмноження, повинні інвестувати набагато більше в захист своєї соми, ніж види і популяції, що очікують коротку тривалість життя і швидке розмноження. Коли організми потрапляють в захищені умови і звільняються від природного відбору, відмінності в ремонті і підтримці соми проявляються у вигляді міжвидових і межпопуляційних відмінностей в швидкості старіння і максимальної тривалості життя.
У підтримку теорії свідчить результат спостеження за популяціями диких тварин у природі, який показує, що кількість та активність хижаків впливають на стратегію виживання популяції. Наприклад, дослідження популяцій гупі показали еволюцію тривалості життя, що дуже швидко проявляється у відповідь на зміни у смертності. Представники популяції гупі, що росте за умовами збільшеної смертності, менші за розміром, ростуть швидше, розмножаються у ранішому віці і виділяють більше ресурсів для розмноження, ніж гупі, що живуть в умовах низької зовнішньої смертності. Крім того, було запропоновано, що однією причиною того, що птахи і кажани живуть довше, ніж наземні тварини подібного розміру, є те, що завдяки можливості літати вони були звільнені від значної частини еволюційного тиску з боку хижаків, який випробують наземні тварини. Ще одне дослідження, що підтвердило деякі з основ теорії, було здійснене на двох популяціях віргінських опосумів. Одна популяція опосумів, знайдена на острові Сапело (Джорджія) не має природних наземних хижаків, інша, знайдена у материковій частині штату, переслідується пумами, лисицями і рудими рисями. В результаті було знайдено, що острівна популяція народжує менше дитинчат, ніж континентальна група, і загалом виживає до другого сезону розмноження, отримуючи другу можливість для розмноження. Представники цієї групи менші за розміром, мають на 25 % більшу середню тривалість життя і на 50 % більшу максимальну тривалість життя, ніж континентальна група.
Важливо відзначити, що, тому що теорія одноразової соми розглядає тільки еволюційні аспекти старіння, зв'язок між виживанням, розмноженням і старінням розглядаються у термінах кінцевого результату, а не конкретних механізмів. Якщо індивідуальна тварина має можливість розмноження, вона не може очікувати біологічного безсмертя, оскільки їй необхідно підтримувати свою сому тільки до такого рівня, щоб середній індивідуум в межах популяції міг вижити протягом часу, необхідного для отримання необхідної кількості потомства. Проте, відсутність можливості для розмноження може мати позитивний ефект на старіння і тривалість життя. Це не означає зв'язку між передчуттям життєзабезпечення, розмноженням, підтримкою соми і довголіття, теорія одноразової соми передбачається лише компроміс між підтримкою соми та розмноженням, посередником у якому є процес розподілу ресурсів. Теорія пропонує дві причини змін організмів. По-перше, збільшення в очікуванні смертності в дорослому стані повинно приводити до зменшеної підтримки соми. Якщо організм не очікує жити довго, вона матиме меншу необхідність захищати себе. По-друге, збільшення в очікуваній швидкості розмноження повинно приводити до зменшення в підтримці соми, оскільки індивідууми передбачають нестачу необхідних для розмноження ресурсів.
Теорія одноразової соми не постулює ніякого специфічного механізму підтримки соми, і тому сумісна з більшістю механістичних моделей старіння, таких як накопичення соматичних мутації, змінених білків, мітохондріальна теорія, вільно-радикальна теорія тощо. Зокрема, види, які мають найнижчі рівні смертності від зовнішніх причин і низькі темпи розмноження, також мають найкращий захист від окислювального стресу і, в результаті, мутацій та пошкоджень білків. Наприклад, репарація (ремонт) ДНК набагато гірша у гризунів, ніж у приматів, а соматичні клітини мишей значно сприйнятливіші до окислювального стресу, викликаного хімічними засобами, ніж клітини довгоживучих ссавців. Епітеліальні клітини нирок відносно довговічних птахів також стійкіші до хімічних та радіаційних пошкоджень, ніж відповідні клітини мишей.
Загалом, теорія одноразової соми забезпечує корисну еволюційну структуру для розуміння процесу старіння. Великі число непрямих свідоцтв підтримують цю теорію, але детальні експериментальні дослідження все же бракують.

## Зовнішні посилання
- Theories of Biological Aging: Disposable Soma [Архівовано 2 листопада 2007 у Wayback Machine.] — основне джерело статті